# Вознесење (Лењинградска област)
Вознесење (рус. Вознесенье) насељено је место са административним статусом варошице (рус. посёлок городского типа) на северозападу европског дела Руске Федерације. Налази се на крајњем североистоку Лењинградске области и административно припада Подпорошком рејону.
Према проценама националне статистичке службе за 2014. у вароши је живело 2.474 становника.
Статус насеља урбаног типа, односно варошице носи од 1935. године. У прошлости било је познато и као Најмоније Пески, Устје, Вознесењска Пристан.

## Географија
Варошица Вознесење смештена је на крајњем североистоку Лењинградске области, на обали Оњешког језера, односно на месту где из језера отиче његова једина отока река Свир. Варошица је смештена на обе речне обале које су међусобно повезане трајектном линијом. Варош се налази на око 91 км источно од рејонског центра града Потпорожја. Кроз насеље пролази локални друмски правац Р19.

## Историја
Село Вознесење формирано је средином XIX века на месту некадашњег Вознесењског погоста, односно села Свирско Устје, и његов настанак у најужој је вези са градњом Маринског хидросистема. Захваљујући том подухвату насеље се убрзано развијало, а број становника је са 475 колико је пописано 1873. порастао на 475 1885. године. Насеље је основано под именом Намојније Пески (рус. Намойные Пески), а с временом је након ширења на другу обалу Свира где се некада налазио Вознесењски манастир (постојао од 1563. до 1764) добило садашње име.
У периоду од 1927. па до 1954. село Вознесење је било административним центром тадашњег Вознесењског рејона Лењинградске области. У августу 1935. дотадашње село добија административни статус урбаног радничког насеља у рангу варошице.
Током Стаљинистичких великих чисти 1937—1938. стрељано је 107 житеља Вознесења уз оптужбе да су „противници режима и државе“. Насеље је током Другог светског рата било окупирано од стране фашистичких трупа, а ослобођено је у операцији Црвене армије 18. јула 1944. године.
Од јануара 2006. Вознесење је седиште истоимене урбане општине унутар граница Подпорошког рејна.

## Демографија
Према подацима са пописа становништва 2010. у вароши је живело 2.425 становника, док је према проценама националне статистичке службе за 2014. варошица имала 2.474 становника.
| 1939. | 1959. | 1970. | 1979. | 1989. | 2002. | 2010. | 2014. |
| ----- | ----- | ----- | ----- | ----- | ----- | ----- | ----- |
| 7,009 | 3,302 | 3,154 | 2,960 | 3,123 | 2,817 | 2,425 | 2,474 |